# Urunami
Der Urunami (Ribeira Urunami) ist ein osttimoresischer Fluss im Verwaltungsamt Lospalos (Gemeinde Lautém). Der Name des Flusses leitet sich von den Wörtern für „Mond“ (uru) und „Mann, männlich“ (nami) in Fataluku ab.
Der Urunami ist ein kleiner Fluss im äußersten Osten der Insel Timor. Er entspringt im Grenzgebiet zwischen den Sucos Lore I und Muapitine und folgt dem Grenzverlauf bis zu seiner Mündung in die Timorsee.